# 신광 인수보험 마천대루
신광 인수보험 마천대루(중국어: 新光人壽保險摩天大樓, 영어: Shin Kong Life Tower)는 타이완 타이베이시의 마천루이다.

## 같이 보기
- 대만의 마천루 목록